# 河西秀哉
河西 秀哉（かわにし ひでや、1977年 - ）は、日本の歴史学者、名古屋大学大学院人文学研究科准教授。

## 来歴
愛知県生まれ。2000年名古屋大学文学部日本史学科卒、2008年同大学院文学研究科博士課程後期修了、「「文化平和国家」と象徴天皇 道徳・国家・マスコミ」で博士（歴史学）。指導教授は羽賀祥二。2005年京都大学大学文書館助手、2007年助教。2011年神戸女学院大学文学部総合文化学科専任講師、2014年准教授。2018年名古屋大学大学院人文学研究科准教授。

## 著書
- 『「象徴天皇」の戦後史』講談社選書メチエ 2010
  - 『天皇制と民主主義の昭和史』人文書院 2018 - 増補版
- 『皇居の近現代史 開かれた皇室像の誕生 近・現代史』吉川弘文館〈歴史文化ライブラリー〉 2015
- 『明仁天皇と戦後日本』洋泉社歴史新書y 2016
  - 『平成の天皇と戦後日本』人文書院 2019 - 増補版
- 『うたごえの戦後史』人文書院 2016
- 『近代天皇制から象徴天皇制へ 「象徴」への道程』吉田書店 2018
- 『皇室とメディア　「権威」と「消費」をめぐる一五〇年史』新潮社〈新潮選書〉 2024

### 編著
- 『戦後史のなかの象徴天皇制』編 吉田書店 2013

後藤致人・瀬畑源・冨永望・舟橋正真・楠谷遼・森暢平と共著
- 『日常を拓く知 2 恋する』編　神戸女学院大学文学部総合文化学科監修、世界思想社 2014
- 『平成の天皇制とは何か　制度と個人のはざまで』吉田裕・瀬畑源共編 岩波書店 2017
- 『皇后四代の歴史　昭憲皇太后から美智子皇后まで』森暢平共編 吉川弘文館 2018
- 『〈地域〉から見える天皇制』瀬畑源・森暢平共編 吉田書店 2019
- 「戦後天皇制と天皇 －制度と個人のはざまでの退位」-『天皇はいかに受け継がれたか －天皇の身体と皇位継承』

歴史学研究会 編、編集責任加藤陽子、績文堂出版 2019 ISBN 978-4-88116-134-0
- 『昭和天皇拝謁記　初代宮内庁長官 田島道治の記録』岩波書店（全7巻） 2021-2023
- 『「昭和天皇拝謁記」を読む』岩波書店 2024 - 副読本

編集委員、他は古川隆久・茶谷誠一・冨永望・瀬畑源・舟橋正真・吉見直人

## 論文
- <河西秀哉